# Luna Carocci
Luna Veronica Carocci (* 10. Juli 1988 in Lucca) ist eine italienische Volleyballspielerin.

## Karriere
Carocci begann ihre Karriere 2003 in ihrer Heimatstadt bei Pantera Lucca. Von 2004 bis 2006 spielte sie beim Club Italia. Nach zwei Jahren beim Zweitligisten Magic Pack Cremona kam sie 2008 zum Erstligisten Riso Scotti Pavia. In der Saison 2010/11 spielte die Libera bei Yamamay Busto Arsizio. In der Saison 2011/12 wurde sie mit MC-Carnaghi Villa Cortese italienische Vizemeisterin. Danach verließ sie erstmals die italienische Liga und wechselte nach Aserbaidschan zu Azerrail Baku. In der Saison 2014/15 spielte sie zunächst für Nordmeccanica Piacenza und gewann mit dem Verein die Supercoppa Italiana. Ende Januar 2015 wechselte sie zum Ligakonkurrenten Metalleghe Sanitars Montichiari. 2016/17 wurde Carocci mit CSM Bukarest rumänische Vizemeisterin. Danach wechselte sie zum deutschen Meister SSC Palmberg Schwerin, wo sie die Nachfolge von Lenka Dürr antrat. In der Saison 2017/18 gewann sie mit den Schwerinerinnen zunächst den VBL-Supercup. Dann erreichte sie das Halbfinale im DVV-Pokal und wurde deutsche Meisterin. Auch im CEV-Pokal kam sie mit dem Verein ins Halbfinale. Nach der Saison wechselte sie zum französischen Erstligisten RC Cannes. Mit Cannes wurde sie in der Saison 2018/19 französische Meisterin.